# Židovský hřbitov ve Volyni
Židovský hřbitov se nachází ve městě Volyně v okrese Strakonice v ulici U vodojemu I. Založen byl v 17. století a naposledy byl rozšířen roku 1870. Byl založen v 17. století a naposledy rozšířen roku 1870. Nejstarší náhrobky, až 300 let staré, jsou zhotoveny z bílého mramoru, nejstarší čitelný náhrobek se datuje z r. 1689. Poslední pohřby zde proběhly před druhou světovou válkou. Nedaleko bývalého domu správce hřbitova byl vztyčen symbolický náhrobek připomínající umučené v koncentračních táborech.
V roce 1912 byla opravena hřbitovní zeď a pomník a byl také postaven domek pro správce hřbitova, později upravený pro obytné účely; další oprava proběhla roku 1988. Hřbitov má rozlohu 1357 m², je uzamčen a otvírá se na požádání. Je chráněn jako kulturní památka České republiky.

## Externí odkazy

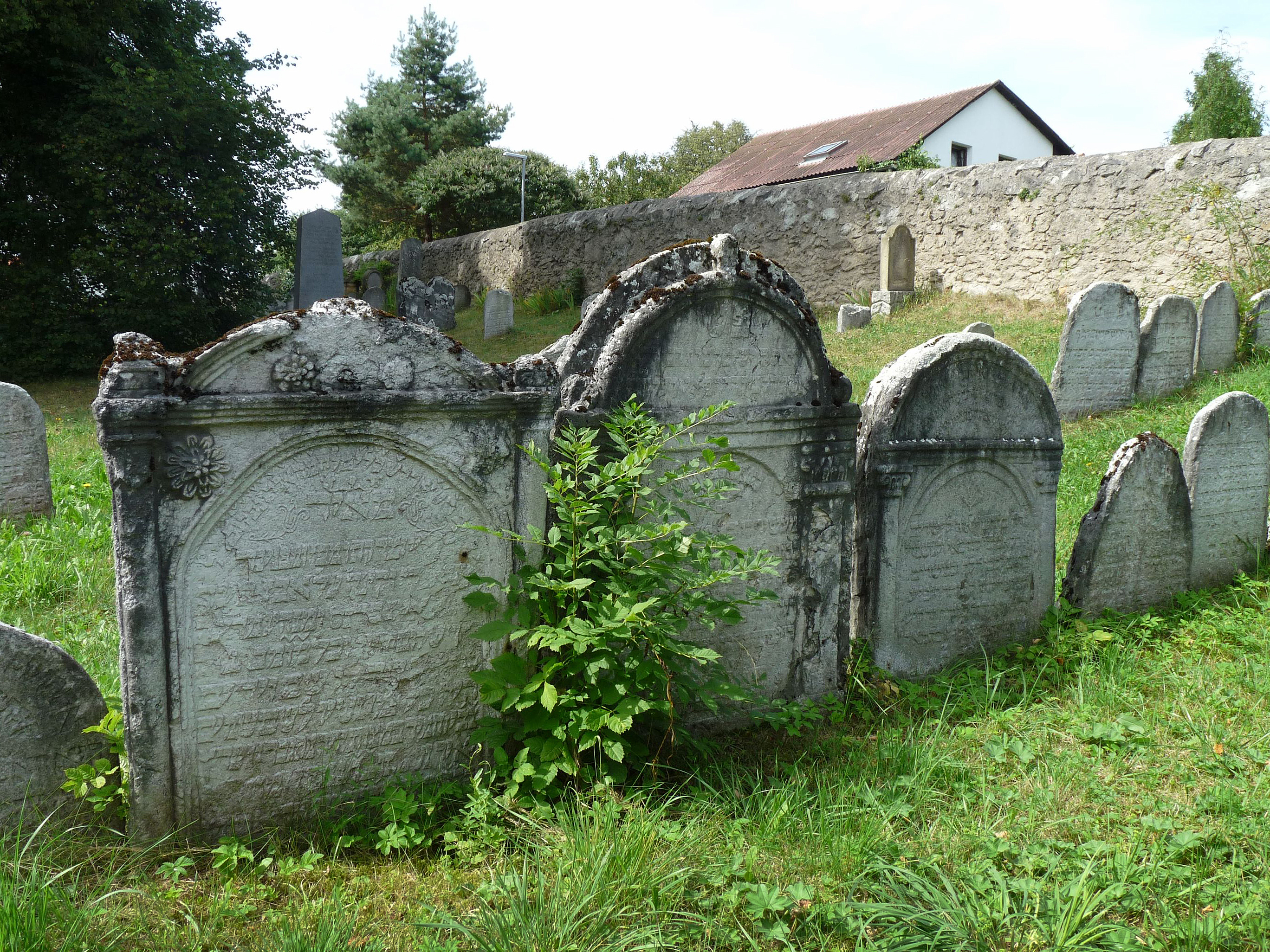
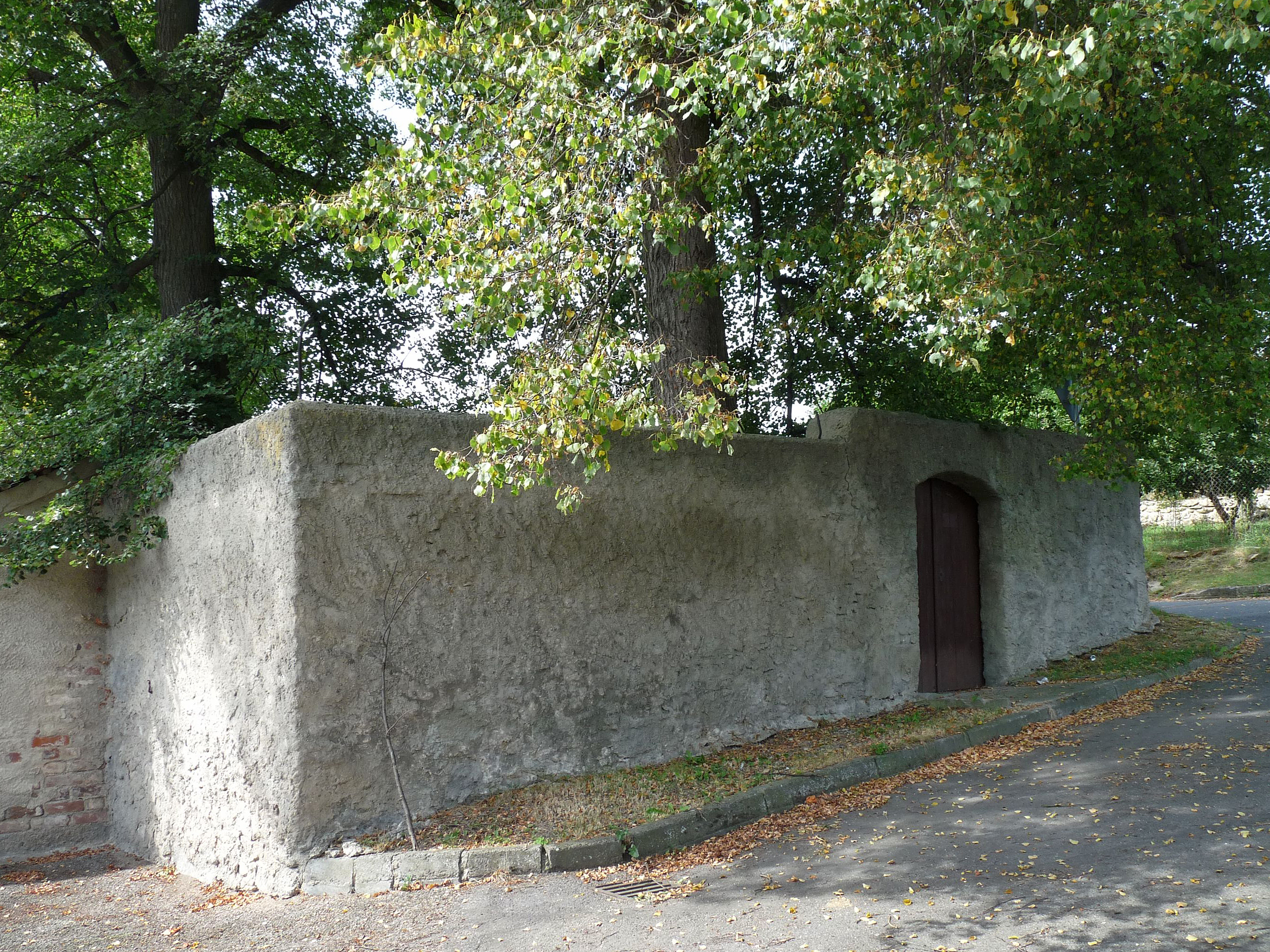
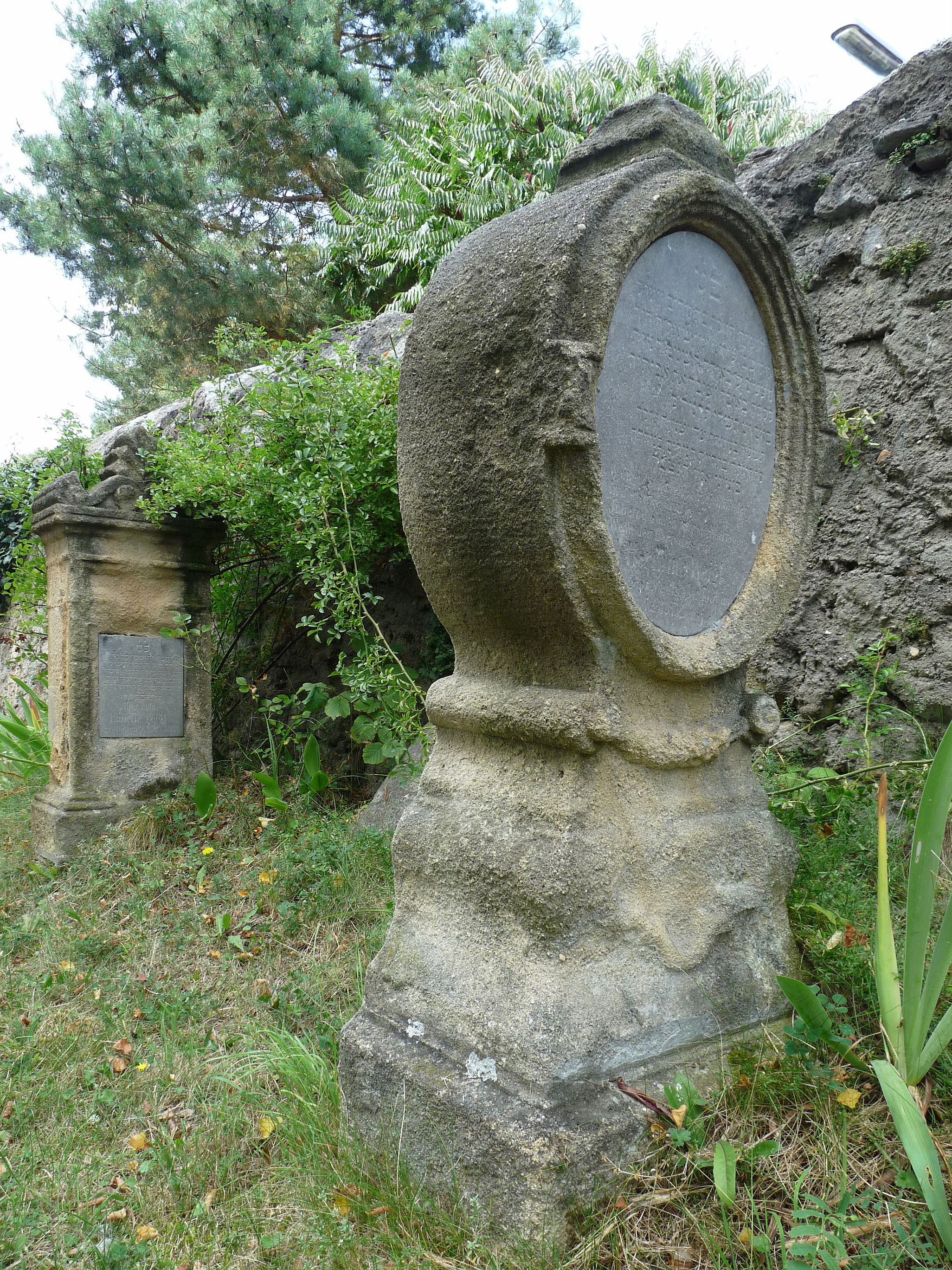
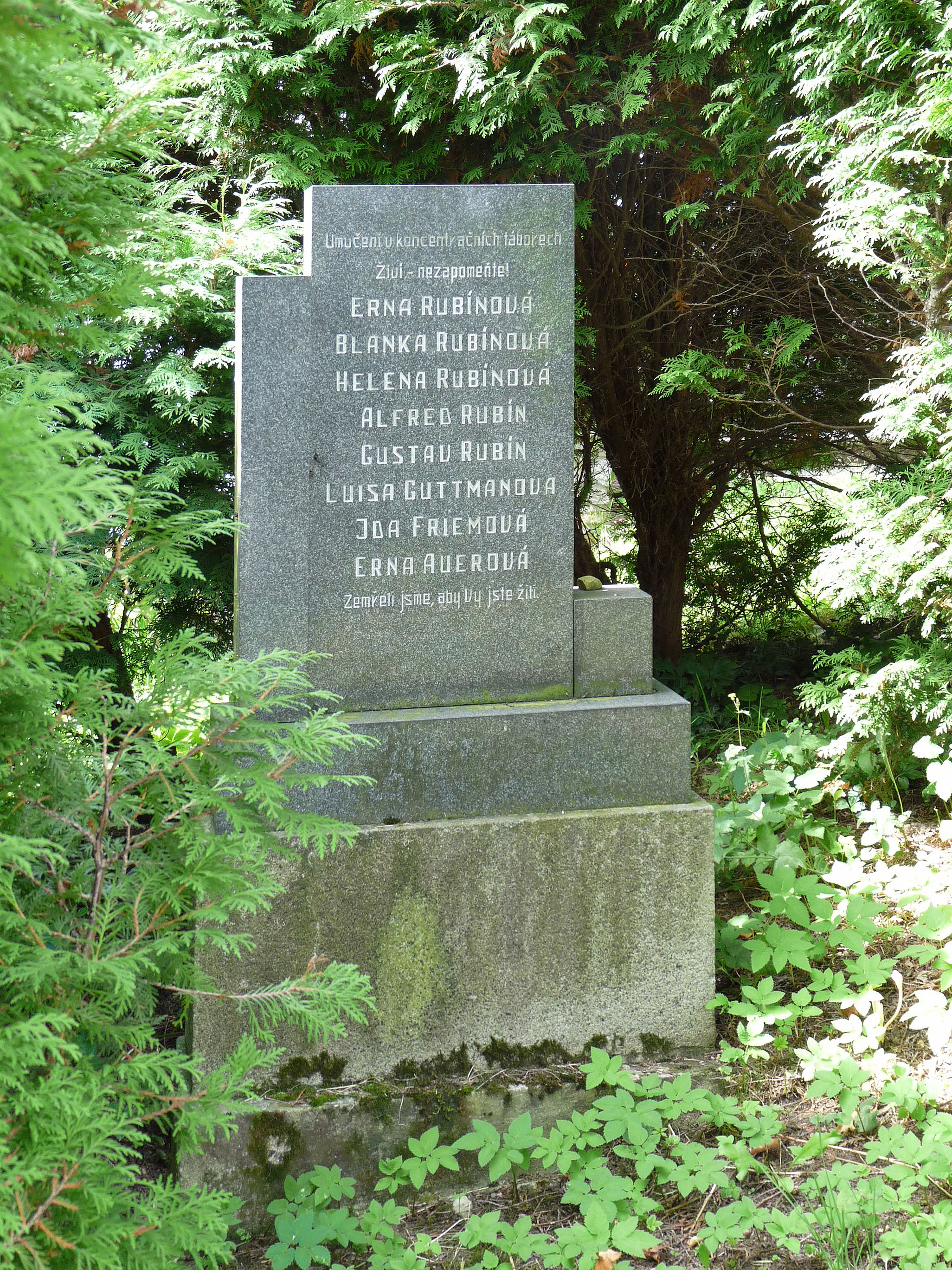